# Seán Heuston
 (octobre 2022).
Si vous disposez d'ouvrages ou d'articles de référence ou si vous connaissez des sites web de qualité traitant du thème abordé ici, merci de compléter l'article en donnant les références utiles à sa vérifiabilité et en les liant à la section « Notes et références ».
Seán Heuston (né le 21 février 1891 et mort le 8 mai 1916) était un rebelle irlandais.
Il prit part à l’Insurrection de Pâques 1916. Avec 20 autres personnes presque aussi jeunes que lui, il tient pendant 2 jours la Mendicity Institution située sur la Liffey. Sa mission originelle était de tenir ce bâtiment pendant quelques heures afin de contenir l’avancée des troupes britanniques.
Il a été fusillé le 8 mai 1916 à l’intérieur de la prison de Kilmainham. Il a été le plus jeune rebelle à être passé par les armes après l’échec de l’insurrection.
La principale gare de Dublin porte son nom en hommage à son sacrifice.